# Route européenne 012
Ne doit pas être confondu avec la route européenne 12, située en Scandinavie.
Pour les articles homonymes, voir E012.
La route européenne 012 (E012) est une route reliant Almaty (Kazakhstan) à la frontière chinoise.